# Carolina Paladinez
Diana Carolina Benavides Paladinez es una actriz colombiana de cine y televisión. Comunicadora Social, Periodista y Gestora Cultural.

## Carrera
Paladinez nació en el municipio de Pitalito. Se trasladó a la ciudad de Bogotá para realizar estudios de Comunicación Social y Periodismo. Al finalizar su carrera decidió convertirse en actriz, apareciendo inicialmente en comerciales de televisión. Tras realizar pequeños papeles y aparecer en algunos certámenes de belleza, tuvo su primer personaje al integrar el reparto de la serie de televisión de 2015 Tiro de gracia.
Desde entonces ha participado en producciones para televisión como La fiesta del chivo, Celia, Hermanitas Calle, Tu voz estéreo, Sin senos sí hay paraíso, Tormenta de amor, El señor de los cielos, Diomedes, La ley del corazón, En entre sombras...  También ha actuado en cine, apareciendo en la película de Fernando Ayllón Y nos fuimos pa'l mundial y en el cortometraje Un cadáver en silla de ruedas, ambas de 2016.

## Filmografía

### Televisión
| Año       | Título                           | Personaje         | Nota               |
| --------- | -------------------------------- | ----------------- | ------------------ |
| 2019      | Tormenta de amor                 |                   | RCN Televisión     |
| 2018-2019 | La ley del corazón               |                   | RCN Televisión     |
| 2017      | El señor de los cielos           | Juliana           | Telemundo          |
| 2017      | Tu voz estéreo                   | Un episodio       | Caracol Televisión |
| 2016      | Sin senos sí hay paraíso         | Sara              | Telemundo          |
| 2015-2016 | Hermanitas Calle                 |                   | Caracol Televisión |
| 2015      | Tiro de gracia                   | Diana Ballesteros | Caracol Televisión |
| 2015      | Diomedes, el cacique de la junta |                   | RCN Televisión     |
| 2015      | La fiesta del chivo              |                   |                    |
| 2015      | Celia                            |                   | RCN Televisión     |

## Cine
| Año  | Título                        | Personaje | Nota |
| ---- | ----------------------------- | --------- | ---- |
| 2022 | Sana que sana                 |           |      |
| 2018 | Y nos fuimos pa'l mundial     |           |      |
| 2016 | Un cadáver en silla de ruedas |           |      |